# Dionisio Moretti
Dionisio Moretti est un dessinateur et graveur vénitien, né à Corfou en 1790 et mort à Venise en 1834.

## Œuvres
Il a réalisé les illustrations de deux livres d'Antonio Quadri :
- Il Canal grande di Venezia descritto da Antonio Quadri e rappresentato in XXXXVIII tavole rilevate ed incise da Dionisio Moretti,
- La Piazza di San Marco in Venezia considerata come monumento d'arte e di storia con XVI tavole in rame